# Albești, Ialomița
Albești là một xã thuộc hạt Ialomița, România. Dân số thời điểm năm 2002 là 2731 người.